# Jan van Baal

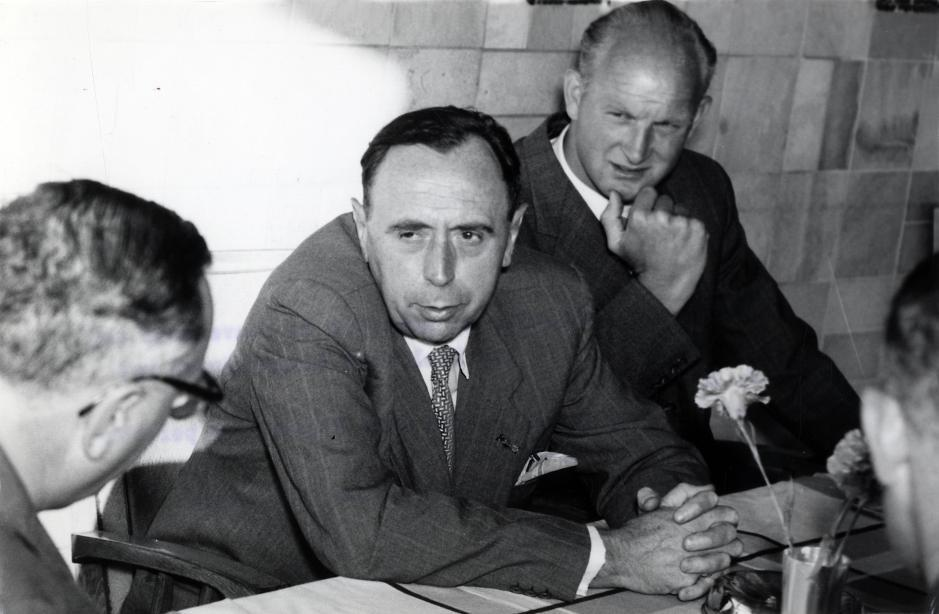
Van Baal während einer Pressekonferenz, Schiphol, 7. Juli 1957

Jan van Baal (* 25. November 1909 in Scheveningen; † 9. August 1992 in Doorn) war ein niederländischer Ethnologe und Gouverneur von Niederländisch-Neuguinea (1953–1958). Seine Forschungsinteressen war thematisch geleitet durch Religion.
Van Baal studierte Indologie an der Rijksuniversiteit Leiden. Diese akademische Ausbildung machte er vornehmlich für den zukünftigen Dienst in der Kolonialverwaltung in Niederländisch-Indien.
1934 promovierte er über das Phänomen der Kopfjagd (koppensnellen) bei den Marind-anim, einem Papuavolk an der Südküste von Neuguinea. Kurz nach seiner Promotion wurde van Baal als Verwaltungsbeamter in Merauke in Niederländisch-Neuguinea stationiert. Während der Kriegsjahre wurde er von den Japanern interniert.
1951 richtete er das Bureau voor Inlandse Zaken in Jayapura (damals Hollandia) in Niederländisch-Neuguinea, ein. Für ein Jahr war er dessen Direktor. Das Büro führte ethnografische und demographische Untersuchungen durch. 
Als Gouverneur von Niederländisch-Neuguinea von 1953 bis 1958 förderte er ethnografische Untersuchungen. Nach seiner Rückkehr in die Niederlande 1959 wirkte van Baal als Direktor der Abteilung Anthropologie des Königlichen Tropeninstituts in Amsterdam. Danach war er Professor für Anthropologie an den Universitäten von Amsterdam und Utrecht.
Die Aufgaben, die er sich als Kulturanthropologe gestellt hat, sind immer noch aktuell.

## Dema
Als sein wissenschaftliches Hauptwerk gilt die Studie über die mythischen Urzeitwesen der Dema-Gottheiten, eine Beschreibung und Analyse der Kultur der Marind-anim im südlichen Neuguinea (1966), worin er sein im Laufe der Jahre zusammengetragenes Material zusammenfasste. Es bildet eine Ergänzung zu der von ihm als hauptsächliche Informationsquelle herangezogenen Marind-anim-Monographie des Schweizer Ethnologen Paul Wirz.

## Bibliographie
- Godsdienst en samenleving in Nederlandsch-Zuid-Nieuw-Guinea. Amsterdam: N.V. Noord-Hollandsche Uitgevers Maatschappij, 1934.
- Over wegen en drijfveren der religie; een godsdienstpsychologische studie. Amsterdam: N.V. Noord-Hollandsche Uitgevers Maatschappij, 1947.
- Dema; Description and Analysis of Marind-Anim Culture (South New Guinea). With the collaboration of J. Verschueren . The Hague: Martinus Nijhoff, 1966.
- Mensen in verandering; ontstaan en groei van een nieuwe cultuur in ontwikkelingslanden. Amsterdam: Arbeiderspers, 1967.
- Symbols for Communication; An Introduction to the Anthropological Study of Religion. Assen: Van Gorcum, 1971.
- De boodschap der drie illusies; overdenkingen over religie, kunst en spel. Assen: Van Gorcum, 1972.
- De agressie der gelijken; ons cultureel breiwerk: één recht, één averecht. Assen: Van Gorcum, 1974.
- Reciprocity and the Position of Women; Anthropological Papers. Assen: Van Gorcum, 1975.
- Man's Quest for Partnership; The Anthropological Foundations of Ethics and Religion. Assen: Van Gorcum, 1981.
- Jan Verschueren’s Description of Yéi-nan Culture (Extracted from the Posthumous Papers). Verhandelingen van het Koninklijk Instituut voor Taal-, Land en Volkenkunde 99. The Hague: Martinus Nijhoff, 1982.
- The dialects of sex in Marind-anim culture. In: Gilbert H. Herdt (Hg.): Ritualized homosexuality in Melanesia. Berkeley, Los Angeles, London 1984
- Boodschap uit de stilte; mysterie als openbaring. Baarn: Ten Have, 1991.
- Ontglipt verleden . Deel I : Tot 1947 : Indisch bestuursambtenaar in vrede en oorlog ; Ontglipt verleden deel 2 : Leven in verandering, 1947–1958. Franeker: Wever, 1986–1989.